# This is Unity Music
This is Unity Music è il secondo album studio del gruppo ska punk statunitense Common Rider, pubblicato nel 2002 in seguito al loro primo EP, Thief in a Sleeping Town.

## Tracce
Tutte le canzoni sono state scritte da Jesse Michaels.
1. Firewall - 2:56
2. Set The Method Down - 2:06
3. Small Pebble - 3:40
4. Cool This Madness Down 2:32
5. Long After Lights Out 2:33
6. Blackbirds vs. Crows -  2:41
7. Time Won't Take Away - 3:19
8. Prison Break - 2:14
9. Midnight Passenger - 2:45
10. One Ton - 2:13
11. Toss Around - 2:14
12. Long Shot - 3:25

## Crediti
- Jesse Michaels - Voce, chitarra
- Mass Giorgini - Basso, sassofono
- Dan Lumley - Batteria, percussioni

Crediti aggiuntivi
- Phillip Hill - Chitarra, voce
- Matt Demeester - Chitarra, voce
- Audrey Marrs - Tastiere
- Matt Skiba, Dan Andriano, Brendan Kelly, Chriss McCaughn, Kevin Sierzega, Joe Mizzy, Jimmy Lucido, Ray Moses e Rick Muermann - Ulteriori voci di sfondo